# Ben Johnson (acteur)
Ben Johnson (Shidler, 13 juni 1918 – Mesa, 8 april 1996) was een Amerikaans acteur van Cherokee-Ierse afkomst. Hij won in 1972 een Oscar voor zijn bijrol als Sam the Lion in The Last Picture Show. Daarnaast kreeg hij acht andere acteerprijzen toegekend, waaronder een Golden Globe, een BAFTA en een National Board of Review Award (allen voor The Last Picture Show). Behalve acteur was Johnson tevens rodeorijder, stuntman en ranchhouder.
Johson was oorspronkelijk veehouder op een ranch, maar kwam door een opdracht terecht in Californië. Daar aangekomen bleef hij hangen als stuntman en stuntdubbel voor verschillende acteurs. Na een paar echte rollen, keerde Johson toch terug naar zijn oorspronkelijk ambacht en nam zodoende deel aan rodeo's en lassowedstrijden, net zoals zijn vader dat voor hem deed. Dit betaalde alleen niet veel, in tegenstelling tot het spelen in films. Daarom keerde hij terug naar Hollywood en bouwde zijn cv uit tot meer dan 65 filmrollen, meer dan tachtig inclusief die in televisiefilms.
Johnson trouwde in 1941 met Carol Elaine Jones en bleef samen met haar tot aan haar overlijden in 1994. Twee jaar later stierf hij zelf aan een hartaanval.

## Filmografie
*Exclusief veertien televisiefilms
- The Evening Star (1996)
- Angels in the Outfield (1994)
- Outlaws: The Legend of O.B. Taggart (1994)
- Radio Flyer (1992)
- My Heroes Have Always Been Cowboys (1991)
- Back to Back (1989)
- The Last Ride (1989)
- Dark Before Dawn (1988)
- Cherry 2000 (1987)
- Let's Get Harry (1986)
- Trespasses (1986)
- Red Dawn (1984)
- Champions (1984)
- Tex (1982)
- Ruckus (1981)
- Terror Train (1980)
- The Hunter (1980)
- Soggy Bottom, U.S.A. (1980)
- The Swarm (1978)
- Grayeagle (1977)
- The Greatest (1977)
- The Town That Dreaded Sundown (1976)
- Hustle (1975)
- Breakheart Pass (1975)
- Bite the Bullet (1975)
- The Sugarland Express (1974)
- Kid Blue (1973)
- Dillinger (1973)
- The Train Robbers (1973)
- The Getaway (1972)
- Junior Bonner (1972)
- Corky (1972)
- Something Big (1971)
- The Last Picture Show (1971)
- Chisum (1970)
- The Undefeated (1969)
- The Wild Bunch (1969)
- Hang 'Em High (1968)
- Will Penny (1968)
- The Rare Breed (1966)
- Major Dundee (1965)
- Cheyenne Autumn (1964)
- Tomboy and the Champ (1961)
- One-Eyed Jacks (1961)
- Ten Who Dared (1960)
- Fort Bowie (1958)
- Slim Carter (1957)
- War Drums (1957)
- Rebel in Town (1956)
- Oklahoma! (1955)
- Shane (1953)
- Wild Stallion (1952)
- Fort Defiance (1951)
- Rio Grande (1950)
- Wagon Master (1950)
- She Wore a Yellow Ribbon (1949)
- Mighty Joe Young (1949)
- 3 Godfathers (1948)
- The Gallant Legion (1948)
- Badman's Territory (1946)
- The Naughty Nineties (1945)
- Corpus Christi Bandits (1945)
- Nevada (1944)
- Tall in the Saddle (1944)
- The Pinto Bandit (1944)
- Bordertown Gun Fighters (1943)
- The Outlaw (1943)
- The Fighting Gringo (1939)